# Эббигхаузен, Клаус
Клаус Эббигхаузен (нем. Klaus Ebbighausen; 4 января 1942, Остероде-ам-Харц) — немецкий футболист и тренер.

## Биография
Выступал за юниорские команды из Ганновера. На взрослом уровне играл за ряд немецких коллективов, самым известным из которых был «Карлсруэ».
После завершения карьеры приступил к тренерской деятельности. Долгое время Эббигхаузен трудился на африканском континенте. В 1980 году руководил сборной Сомали на отборочном турнире ЧМ-1982 и Эфиопии в квалификации к ЧМ-1990. Позднее тренировал юниорские сборные Таиланда и Судана, являлся скаутом по африканским странам, а также возглавлял коллективы из ее стран. Некоторое время немецкий специалист был наставником вьетнамского «Донгтам Лонгана»
До 2000 года Эббигхаузен работал с молодыми футболистами в Индии и в Бутане.